# C-tecknat jordfly
C-tecknat jordfly, Xestia c-nigrum, är en fjärilsart som först beskrevs 1758 av Carl von Linné. C-tecknat jordfly ingår i släktet Xestia och familjen nattflyn, Noctuidae. Arten har livskraftiga, LC, populationer i både Sverige och Finland.
Två underarter finns listad i Catalogue of Life, Xestia c-nigrum c-nigrum Linnaeus, 1758 och Xestia c-nigrum insulata Warren, 1912.
Arten har ett vingspann på 34–40 millimeter och förekommer i ett stort antal miljöer över i stort sett hela Europa.

## Bildgalleri

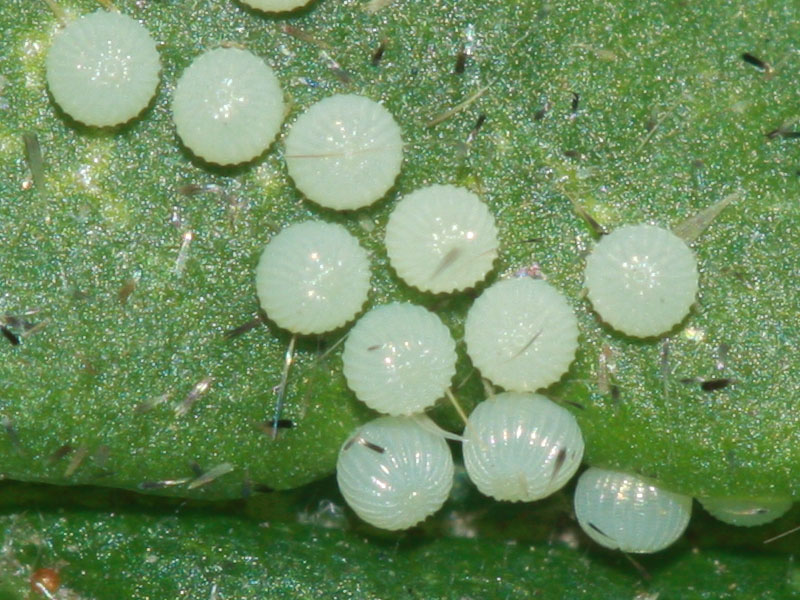
Ägg
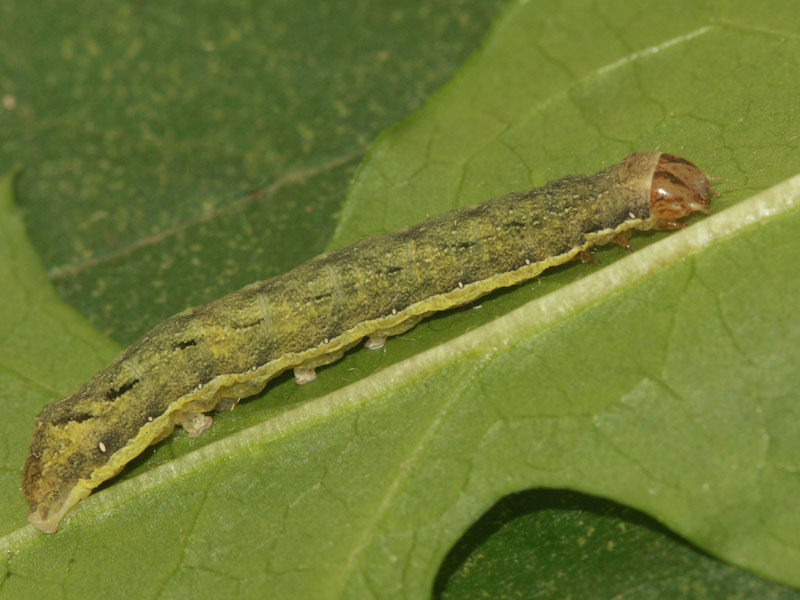
Larv
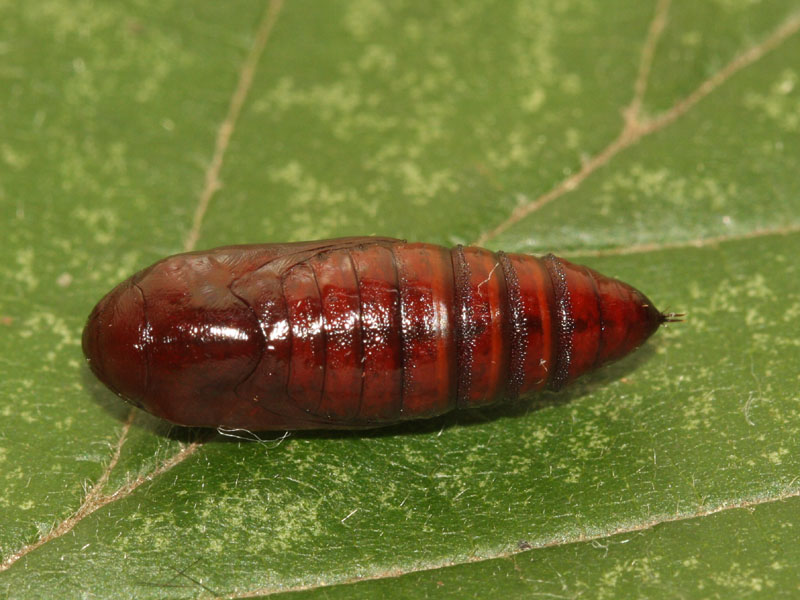
Puppa
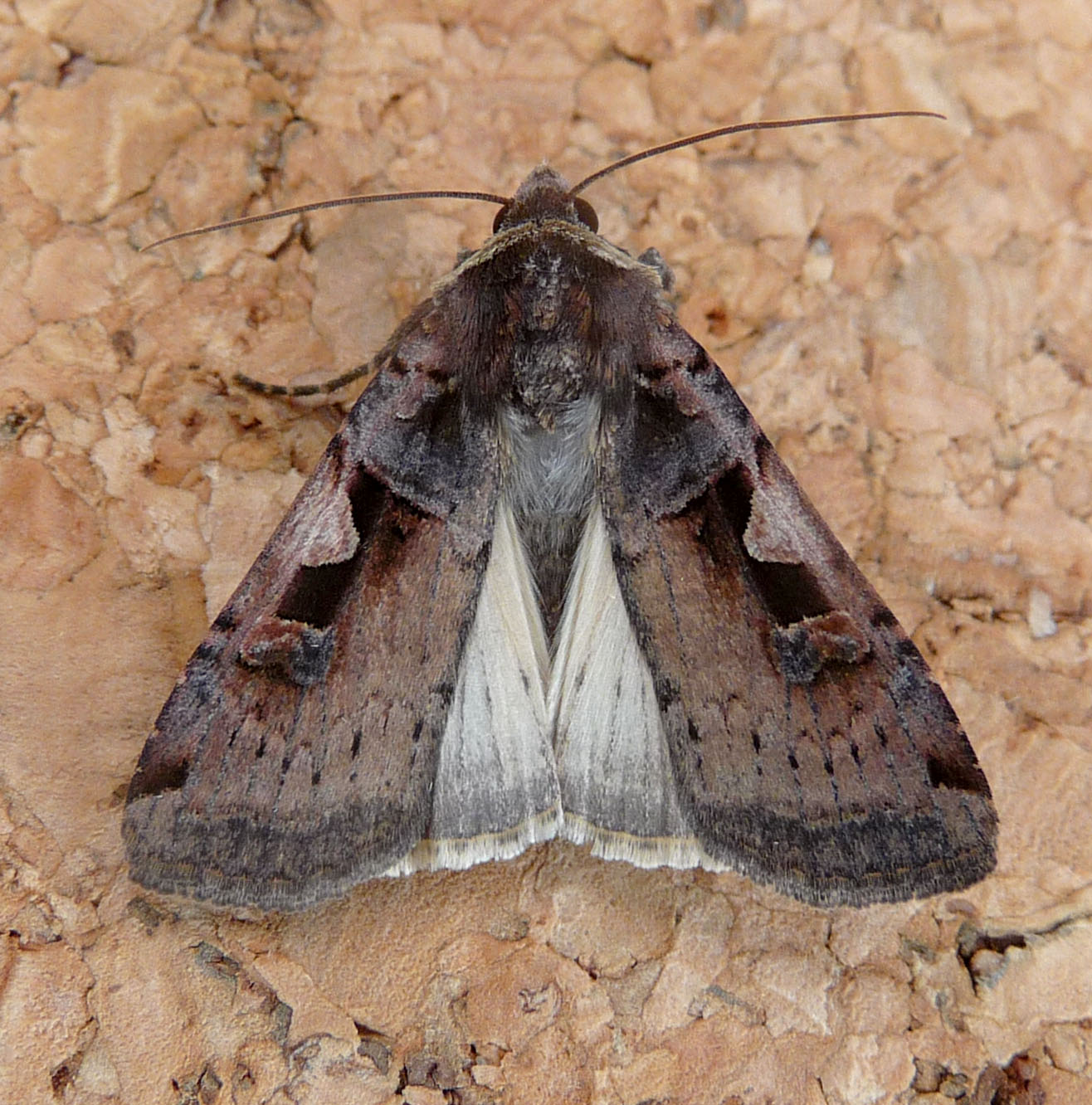
Imago
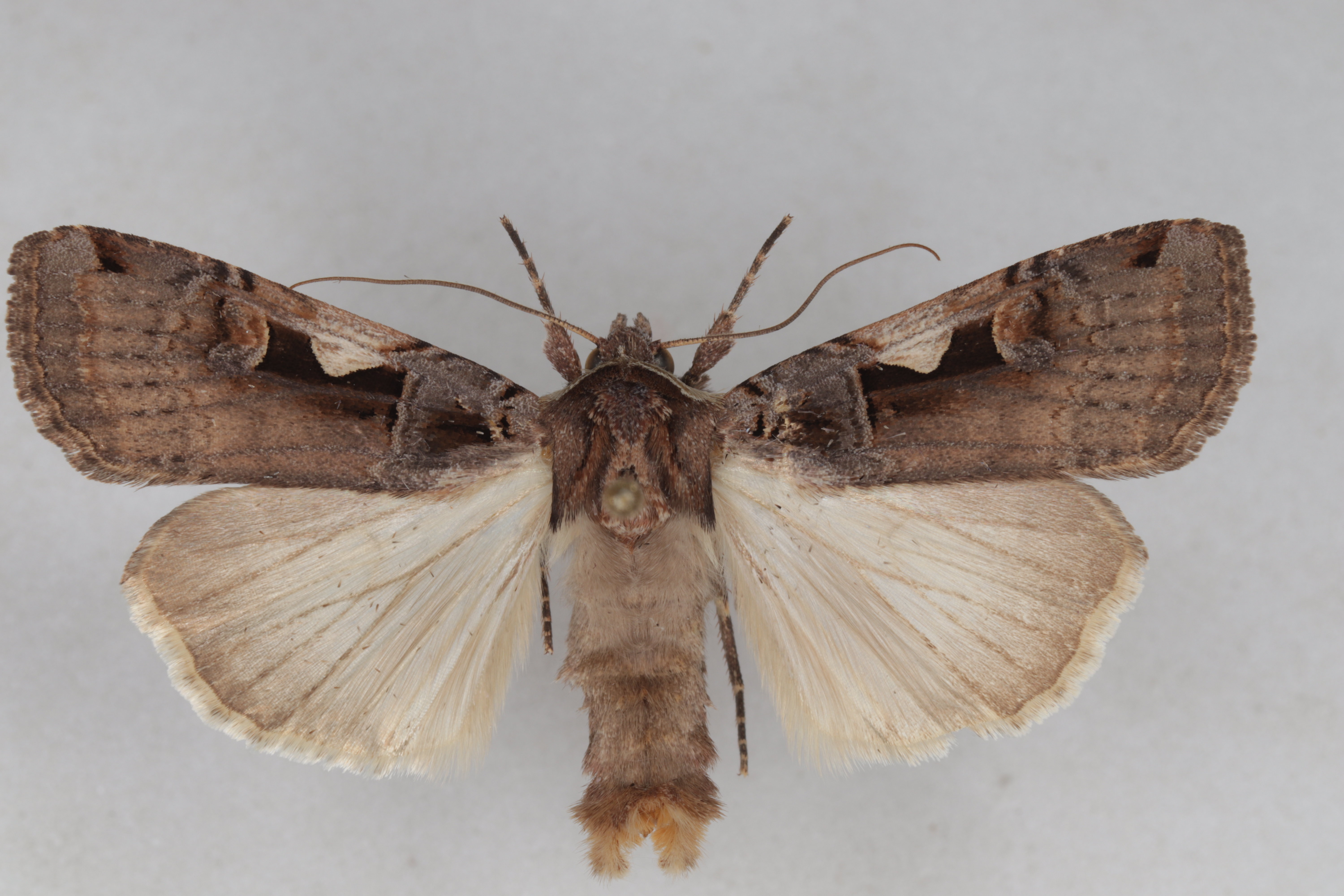
Preparerad (uppnålad) imago.